# 芝麻李
李二（14世纪—1352年），又名李兴，人称芝麻李，萧县（今安徽省萧县）人，一说邳州（今江苏省邳州市）人，元朝末年淮北红巾军将领。
因遇灾荒，李二家只有芝麻一仓，尽以赈济灾民，因此得名芝麻李。元顺帝至正十一年（1351年）八月，芝麻李和社长赵君用通过烧香聚众起兵，联络贫民彭大等八人，歃血为盟。八月初十，李二等八人，假装挑河夫，乘夜进入徐州城。四人入城，四人留在城外。当夜四更天，入城四人点火呐喊，城外四人点火响应，城中大乱。他们夺下守门军武器，天亮了之后募人起义，应募者至十余万，攻占徐州（今江苏省徐州市）。李二大军占有徐州所辖各县和宿州（今安徽省宿州市）、五河县、虹县（今安徽省泗县）、丰县、沛县、灵璧县，西至安丰路（今安徽省寿县）、濠州（今安徽省凤阳县东北）、泗州（今江苏省盱眙县北）。至正十二年（1352年）九月，元朝丞相脱脱率军镇压，用巨石炮昼夜猛攻数日，破南关城，攻克徐州，芝麻李出逃，不久被元军俘杀。